# Dell
Dell Technologies Inc. (wcześniej Dell Inc. i Dell Computer Corporation) – amerykańskie przedsiębiorstwo z siedzibą w Round Rock w stanie Teksas, które opracowuje, sprzedaje, naprawia i obsługuje komputery oraz powiązane produkty i usługi. Nazwa pochodzi od nazwiska założyciela firmy Michaela Della i jest jednym z największych przedsiębiorstw technologicznych na świecie, zatrudniającą ponad 103 300 osób w różnych krajach.
Dell sprzedaje komputery osobiste (PC), serwery, urządzenia do przechowywania danych, przełączniki sieciowe, oprogramowanie, urządzenia peryferyjne, telewizory HD, aparaty fotograficzne, drukarki, odtwarzacze MP3 i elektronikę zbudowaną przez innych producentów. Przedsiębiorstwo znana jest z innowacji w zakresie zarządzania łańcuchem dostaw i handlu elektronicznego, w szczególności z modelem sprzedaży bezpośredniej i jego „budowania na zamówienie” lub „konfigurowania na zamówienie” i przekazania do produkcji – dostarczania indywidualnych komputerów skonfigurowanych zgodnie ze specyfikacjami klientów. Dell był tylko dostawcą sprzętu przez większość swojego istnienia, ale dzięki nabyciu w 2009 r. Perot Systems, Dell wszedł na rynek usług IT. Od tego czasu przedsiębiorstwo dokonało dodatkowych przejęć w zakresie systemów pamięci masowej i systemów sieciowych, mając na celu poszerzenie swojego portfolio o komputery oferujące kompleksowe rozwiązania dla klientów korporacyjnych.
Dell był notowany pod numerem 51 na liście Fortune 500, do 2014 r. Po przekształceniu na firmę prywatną w 2013 r., nowy poufny charakter informacji finansowych uniemożliwił ocenę w rankingu Fortune. W 2015 roku był trzecim co do wielkości dostawcą komputerów osobistych na świecie po Lenovo i HP. Dell jest obecnie największym sprzedawcą monitorów komputerowych na świecie. Dell jest szóstą co do wielkości firmą w Teksasie według całkowitego przychodu, według magazynu Fortune. Jest to druga co do wielkości firma (poza firmą naftową w Teksasie) – za AT&T – i największa firma w regionie Greater Austin. Była to spółka notowana na giełdzie (NASDAQ: DELL).

## Produkty
Dell posiada wiele marek dla produktów z różnych segmentów rynku:
- OptiPlex (biurowe komputery stacjonarne)
- Dimension(inne języki) (domowe komputery stacjonarne)
- Vostro(inne języki) (biurowe komputery stacjonarne i notebooki)
- n Series(inne języki) (komputery stacjonarne i notebooki z Linuxem lub FreeDOSem)
- Latitude (notebooki biznesowe oraz tablety)
- Precision(inne języki) (stacje robocze i wysokiej wydajności notebooki)
- PowerEdge(inne języki) (serwery biznesowe)
- PowerVault(inne języki) (pamięć masowa o dużej pojemności)
- Force10(inne języki) (przełączniki sieciowe)
- PowerConnect(inne języki) (przełączniki sieciowe)
- Dell Compellent(inne języki) (sieci pamięci masowej)
- EqualLogic(inne języki) (sieci pamięci masowej oparte na iSCSI)
- Dell EMR (elektroniczna dokumentacja medyczna)
- Inspiron(inne języki) (niskobudżetowe komputery stacjonarne i notebooki)
- XPS (wysokiej wydajności komputery)
- Alienware (wysokiej wydajności komputery do gier)
- Venue(inne języki) (tablety oraz smartfony)
- UltraSharp (monitory)

Dell produkuje również: pamięci USB, telewizory LCD, drukarki oraz projektory.
Serwis i wsparcie firmy Dell obejmuje Dell Solution Station (rozszerzone usługi pomocy technicznej w kraju, wcześniej „Dell on Call”), Dell Support Center (rozszerzone usługi pomocy technicznej za granicą), Dell Business Support (komercyjna umowa serwisowa), Dell Everdream Desktop Management („Software as a Service”, zdalne zarządzanie pulpitem, pierwotnie firma SaaS założona przez kuzyna Elona Muska, Lyndona Rive’a, którą Dell kupił w 2007 r.), oraz Your Tech Team (kolejka obsługi dostępna dla użytkowników domowych, którzy zakupili swoje systemy za pośrednictwem strony internetowej firmy Dell lub za pośrednictwem centrów telefonicznych Dell).
Produkty i marki wycofane z produkcji to Axim (PDA, wycofany 9 kwietnia 2007 r.), Dimension (komputery stacjonarne do domu i małego biura, wycofany w lipcu 2007 r.), Dell Digital Jukebox (odtwarzacz MP3, wycofany w sierpniu 2006 r.), Dell PowerApp i Dell OptiPlex (komputery stacjonarne i typu tower).

## Stosunek do środowiska
Firma Dell zobowiązała się do ograniczenia emisji gazów cieplarnianych z globalnej działalności o 40% do roku 2015, przy czym rok finansowy 2008 był rokiem bazowym. Został on wymieniony przez Greenpeace, w Guide to Greener Electronics (Przewodnik po bardziej ekologicznej elektronice), który ocenia wiodących producentów elektroniki zgodnie z ich polityką w zakresie zrównoważonego rozwoju, klimatu i energii oraz tego, jak ekologiczne są ich produkty. W listopadzie 2011 r. Dell zajął 2. miejsce na 15 wymienionych producentów elektroniki (zwiększając swój wynik do 5.1 z 4.9, który uzyskał w poprzednim rankingu w październiku 2010 r.).
Dell był pierwszą firmą, która publicznie przedstawiła harmonogram eliminacji toksycznego polichlorku winylu (PCW) i bromowanych środków zmniejszających palność (BFR), które planowano wycofać do końca 2009 r. Zrewidowała to zobowiązanie i teraz zamierza usunąć te toksyny do końca 2011 roku, ale tylko w swoich produktach komputerowych. W marcu 2010 r. aktywiści Greenpeace protestowali pod biurami Della w Bangalore, Amsterdamie i Kopenhadze wzywając fundatorów i menadżerów Della do „drop the toxics” twierdząc, że aspiracje firmy do bycia „najekologiczniejszą technologicznie” na świecie są hipokrytyczne. Dell wypuścił swoje pierwsze produkty całkowicie wolne od PVC i BFR (monitory G-Series: G2210 i G2410) w 2009 roku. W raporcie z 2012 r. na temat postępów w zakresie minerałów z regionów objętych konfliktem projekt „Enough” ocenił Della na ósmym miejscu w rankingu 24 firm elektroniki użytkowej.

## Fabryki
- Austin, Nashville, Winston Salem (Stany Zjednoczone)
- Penang (Malezja)
- Xiamen (Chiny)
- Eldorado do Sul (Brazylia)
- São Paulo (Brazylia) „w budowie”
- Łódź (Polska) W 2009 roku fabryka miała zostać przejęta przez koncern Foxconn, jednak w 2011 roku Dell i Foxconn po dwuletnich negocjacjach definitywnie zrezygnowały z transakcji sprzedaży[18][19].
- Indie